# Jeanne Ire de Chalon-Tonnerre
Jeanne Ire de Chalon-Tonnerre, née en 1300 et morte le 26 octobre 1360, est une comtesse de Tonnerre, issue de la tige de Chalon-Auxerre-Tonnerre.

## Biographie

### Origines
Jeanne, ou Jehanne, est dite de Chalon par sa naissance, de Bourgogne par son mariage, et de Tonnerre par son règne. 
Elle est la fille de Guillaume, comte d'Auxerre et héritier du comté de Tonnerre, et d'Éléonore (it), fille du comte Amédée V de Savoie.
Elle a un frère, Jean.

### Héritage de Tonnerre
Guillaume de Chalon, héritier de Tonnerre pas sa tante la comtesse Marguerite de Bourgogne-Tonnerre, meurt avant elle le 1304. Son épouse, Éléonore de Savoie, devient la régente des biens pour ses enfants, Jean et Jeanne. Fromageot (1999) a considéré que l'héritier direct, en raison de la minorité des enfants, serait Jean Ier de Chalon, père de Guillaume, qui aurait conserve le comté jusqu'à sa mort en 1309.
Elle épouse en juin 1321 Robert de Bourgogne, fils du duc Robert II de Bourgogne et d'Agnès de France, fille de Saint Louis. Le mariage est sans postérité.
Jean cède une partie de ses droits sur le comté en 1335,.

### Mort et sépulture
Les historiens et généalogistes ne sont pas d'accord sur la date de sa mort. La source la plus fiable est son testament, conservé aux archives de la Côte-d'Or, daté du 25 octobre 1360 et rédigé la veille de sa mort. Selon ce testament, elle est veuve depuis le 13 octobre 1334. Elle serait donc décédée le 26 octobre 1360  à la suite de l'épidémie qui ravage la Bourgogne. Le comté de Tonnerre retourne alors par testament à son frère Jean II de Chalon qui meurt peu après elle et laisse le comté à son fils, Jean III de Chalon.
Son corps est enterré à Citeaux, mais sa tombe est perdue. 

## Pour approfondir
: document utilisé comme source pour la rédaction de cet article.